# 小男人周記
《小男人周記》是1989年上映的一部香港喜劇電影，由陳嘉上執導及編劇，鄭丹瑞、鄭裕玲、鍾楚紅、胡慧中、李美鳳主演。本片入圍第9屆香港電影金像獎最佳編劇提名。

## 演员
| 演员   | 角色         | 备注             |
| 鄭丹瑞 | 梁寬         |                  |
| 鄭裕玲 | 許鞍華 (Ann) | 梁寬妻子，後分居 |
| 鍾楚紅 | 林太         | 梁寬上司         |
| 胡慧中 |              | 大古惑妻子       |
| 李美鳳 | Jenny        | 梁寬初戀情人     |
| 周美鳳 | 鳳           | Q太郎妻子        |
| 鄧萃雯 | Cora         | 大古惑情婦       |
| 黎彼得 | 大古惑       | 梁寬好友         |
| 文雋   | Q太郎        | 梁寬好友         |
| 張堅庭 | 林生         | 林太前夫         |
| 葉漢良 | Ronald       | Ann上司          |
| 劉錫賢 | Johnson      | Ann助手          |
| 黃志強 | 黃與南律師   |                  |
| 黎小田 |              | 梁寬公司客戶     |
| 秦沛   | 陳生         | Ann男友          |
| 周慧敏 | 菲菲         |                  |
| 黃文標 |              | 地產經紀         |

## 製作
《小男人周記》廣播劇曾是80年代中期《青春交響曲》及《阿旦眼中的世界》中的環節，每星期播出一集，深受聽眾歡迎，廣播劇之後更結集成小說出版。
兩集電影後，90年代鄭丹瑞及無綫電視合作，自編自演《摩登小男人》及《男人大丈夫》兩輯小男人阿寬系列單元劇， 2007年推出舞臺劇《小男人周記Kiss Me Goodbye》，2017年推出電影版第三集《小男人周記3之吾家有喜》。

## 電影歌曲
| 歌名         | 演唱者 | 作曲   | 填詞   |
| 〈夢裡邊緣〉 | 張學友 | 盧冠廷 | 唐書琛 |

## 獎項
| 年份 | 頒獎典禮            | 獎項     | 獲提名                         | 結果 |
| ---- | ------------------- | -------- | ------------------------------ | ---- |
| 1990 | 第9屆香港電影金像獎 | 最佳編劇 | 聶宏風、黃敏如、劉錫賢、陳嘉上 | 提名 |

## 外部連結
- 香港影庫上《小男人周記》的資料（繁體中文）
- 開眼電影網上《小男人周記》的資料（繁體中文）
- 时光网上《小男人周記》的資料（简体中文）
- 豆瓣电影上《小男人周記》的資料 （简体中文）
- AllMovie上《小男人周記》的资料（英文）
- 互联网电影数据库（IMDb）上《小男人周記》的资料（英文）